# チェミルゴイ人
チェミルゴイ人（チェミルゴイじん、アディゲ語: КIэмгуй, K'əmguy; or КIэмыргъуэй, K'əmırğwey; or Кӏьэмгуе, K'əmguye; ロシア語: Темиргоевцы; 英語: Chemirgoys）とは、ロシア連邦アディゲ共和国に居住するアディゲ人（チェルケス人）の一派である。

## 概要
アディゲ人（チェルケス人）の12の氏族の一つである。アディゲ共和国とトルコに居住している。
アディゲ人はチェルケス人の現地語名であるため、アディゲ共和国に居住するアディゲ人（チェルケス人）の氏族であるチェミルゴイ人は、ブジェドゥグ人と共に、広義でいうところのアディゲ人そのものを指す。
アディゲ語を話し、チェルケス人の中でも西チェルケス人とされ、アブザク人およびブジェドゥグ人と共にクバン川グループに属する。